# Utrecht Dragons
Utrecht Dragons je profesionální nizozemský hokejový tým. Byl založen v roce 2008. Domácím stadionem je De Vechtsebanen.

## Vývoj názvů týmu
- Utrecht Dragons (od roku 2008)